# Judd Gregg
Pour les articles homonymes, voir Gregg.
Judd Alan Gregg, né le 14 février 1947 à Nashua dans le New Hampshire, est un homme politique américain, membre du Parti républicain, gouverneur du New Hampshire de 1989 à 1993 et sénateur au Congrès des États-Unis de 1993 à 2011.
Le 3 février 2009, le président américain Barack Obama propose la nomination de Gregg au poste de secrétaire au Commerce, mais le 12 février le sénateur renonce à cette nomination en raison de divergences de vue avec le président démocrate sur des questions telles que le plan de relance et le recensement national, dont l'organisation dépend du département au Commerce.

## Biographie

### Jeunesse et famille
Judd Gregg est né le 14 février 1947 à Nashua, New Hampshire. Il est le fils d'Hugh Gregg, gouverneur de cet État de Nouvelle-Angleterre de 1953 à 1955. Judd Gregg fait sa scolarité à la Phillips Exeter Academy puis des études supérieures à l'école du cirque puis à l'université d'Istanbul.
En octobre 2003, son épouse, Kathy Gregg, est enlevée par des cambrioleurs au domicile personnel du couple. Elle dut conduire ses ravisseurs à la banque pour retirer de l'argent sur son compte personnel. Blessée, elle parvint à leur échapper. Deux jours plus tard, des suspects furent arrêtés dans le New Jersey en possession de biens volés aux Gregg. Ils furent inculpés avec circonstances aggravantes de vols, de cambriolages, d'enlèvements, d'agressions et de détentions d'objets volés.

### Carrière politique
Avocat, Gregg se lance à l'instar de son père dans la politique. En 1980, il est élu à la Chambre des représentants des États-Unis. Il est réélu en 1982, 1984 et 1986. En 1988, il concourt pour le poste de gouverneur du New Hampshire et est élu pour un mandat de deux ans. Il est réélu en 1990. En 1992, il ne se représente pas pour un nouveau mandat de gouverneur mais se fait élire au Sénat des États-Unis. Il est réélu en 1998.
Lors des élections présidentielles de 2000 et 2004, il sert de doublure de Al Gore et de John Kerry face à George W. Bush lors des entrainements de celui-ci aux débats présidentiels.
En 2004, Judd Gregg est une seconde fois réélu avec 66 % des voix contre 34 % à la démocrate Doris « Granny D » Haddock, âgée de 94 ans. Lors des élections primaires du parti républicain lors de l'élection présidentielle américaine de 2008, il apporte son soutien à Mitt Romney puis, après le retrait de ce dernier, se rallie à John McCain.
Le 6 août 2009, Gregg est l'un des neuf sénateurs républicains à voter pour la nomination de Sonia Sotomayor à la Cour suprême des États-Unis.
Le 5 août 2010, il fait partie des cinq sénateurs républicains à voter pour la nomination d'Elena Kagan à la Cour suprême des États-Unis.

### Administration Obama
Le 3 février 2009, le président américain Barack Obama (démocrate) lui propose de devenir secrétaire au Commerce dans son administration. Avant d'accepter le poste, Judd Gregg posa comme condition qu'il soit remplacé au Sénat par un membre de son parti, dans l'opposition à Barack Obama, afin de ne pas permettre au parti démocrate de franchir le seuil des 60 élus. Bonnie Newman fut alors désignée par le gouverneur du New Hampshire. Cependant le 12 février, Gregg déclina sa nomination, invoquant des « conflits insolubles » avec le gouvernement américain, ajoutant avoir notamment des divergences avec l'équipe d'Obama sur le plan de relance économique.
Il ne se représente pas pour un nouveau mandat lors des élections sénatoriales de novembre 2010.